# Janek Sternberg
Janek Sternberg (Bad Segeberg, 1992. október 19. –) német labdarúgó, a német SV Todesfelde hátvédje.

## Pályafutása

### Klubcsapatokban
A Leezener SC és a SV Eichede után, 14 évesen csatlakozott a Hamburger SV utánpótláscsapatához. Itt folyamatosan lépett előre a ranglétrán. 20 éves koráig maradt a Hamburgban, az első csapatnál csak a cserepadig jutott, ahol Michael Oenning volt az edző. A több játéklehetőség reményében az északi riválishoz, a Werder Bremenhez igazolt.
A 2015–16-os szezonban kilenc alkalommal játszott, még a 2016–17-es idényben az ősszel további két alkalommal lépett pályára a Werder Bremen színeiben, összesen 25 első osztályú meccsel a háta mögött igazolt a Ferencvároshoz. A fővárosi zöld-fehér csapatban másfél év alatt 25 tétmérkőzésen szerepelt.
A 2017-18-as szezon végén távozott a Ferencvárosból, és a Bundesliga 2-ből kieső Kaiserslautern csapatában folytatta pályafutását. A Vörös Ördögök hároméves szerződést kötöttek a szabadon igazolhatóvá vált német játékossal.

### A válogatottban
2009-ben bekerült a német U18-as válogatottba, ahol 4 meccsen számítottak rá.

## Sikerei, díjai
- Ferencvárosi TC
  - Magyar kupagyőztes: 2017
  - Magyar bajnoki ezüstérmes: 2018